# 李晉熙 (羽毛球運動員)

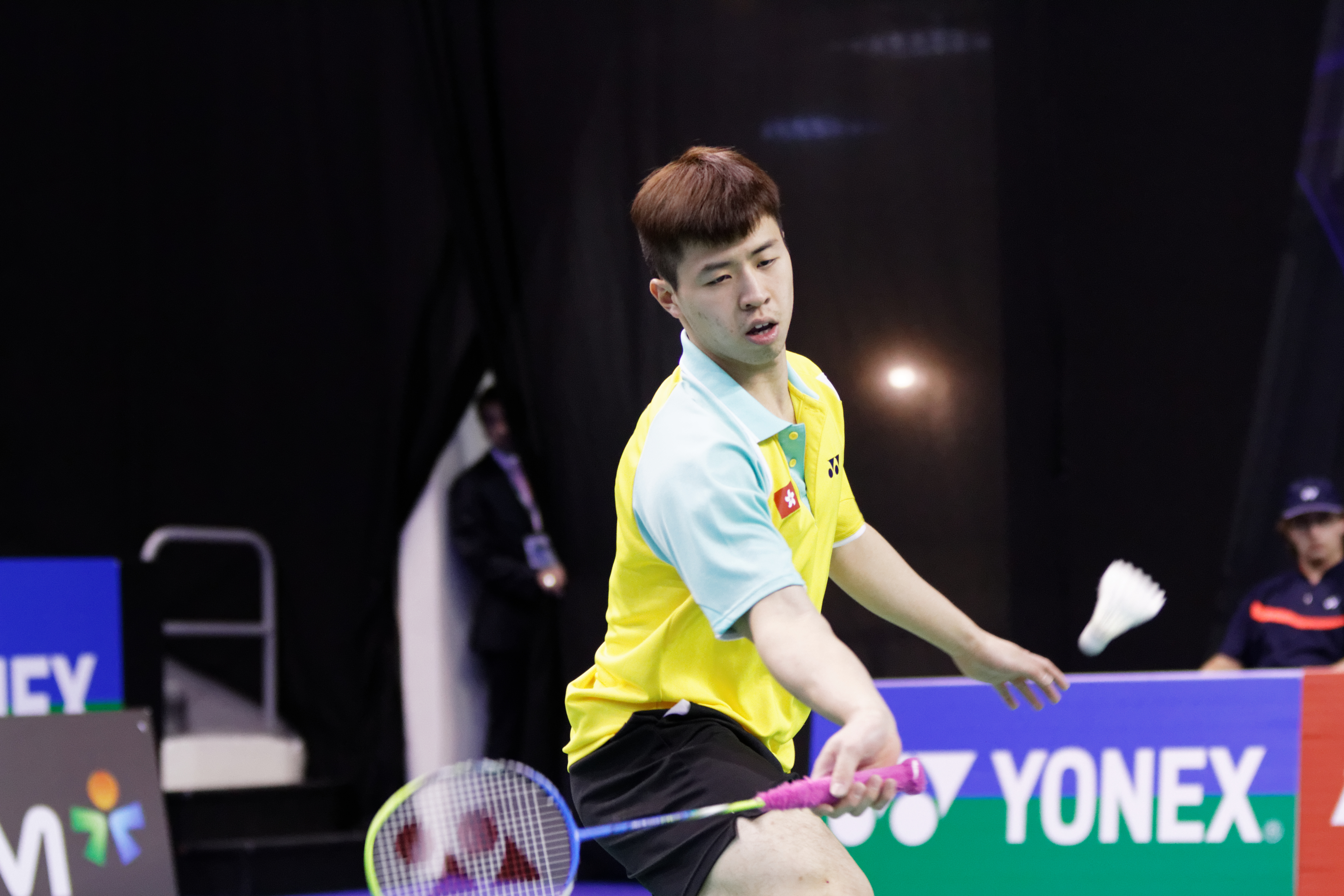
2013年的李晉熙

李晉熙（英語：Lee Chun Hei, Reginald，1994年1月25日—），香港男子羽毛球運動員，外號「光頭仔」。他与伍家朗曾赢得2012年世青賽男雙冠军，亦是香港史上第一支世青賽男雙冠軍组合，其后与周凱華赢得亞洲羽毛球錦標賽冠军（2014年）以及曾夺得世界羽毛球錦標賽季军（2017年）。

## 簡歷
李晉熙4歲開始接觸羽毛球，至6歲時便到香港體育學院接受專業訓練，自小學六年級已立志成為運動員。小學就讀浸信會沙田圍呂明才小學，中學就讀於喇沙書院，在讀完中三後轉做全職運動員。
2010年，李晉熙出戰墨西哥舉行的世界青年羽毛球錦標賽，夥拍伍家朗闖進男雙準決賽，但最終以1比2（21-17、15-21、11-21）不敵馬來西亞對手，只奪得銅牌，但已為香港隊取得歷來最佳的世青賽成績。
2012年10月，李晉熙參加日本舉行的世界青年羽毛球錦標賽，再度夥拍伍家朗出戰男雙比賽。他們先在四強以2比0（21-10、21-11）淘汰中國的王懿律/刘雨辰，突破2010年的成績；其後再在決賽以2比0（21-16、21-17）擊敗主場出戰的日本組合井上拓斗/金子祐樹，為香港隊贏得首個世青賽冠軍。
2013年2月，李晉熙分别与陳潤龍以及周凱華出战奧地利羽毛球國際挑戰賽，在男双準决赛以0比2（13-21、18-21）不敌赛会5号种子、日本强档的嘉村健士/園田啟悟；而混双决赛以1比2（21-15、16-21、16-21）不敌赛会6号种子、队友的陳潤龍/謝影雪，赢得亚军。同年3月，他与周凱華出战越南羽毛球國際挑戰賽，在混双决赛以1比2（4-21、21-17、17-21）不敌赛会2号种子、队友的陳潤龍/謝影雪，赢得亚军。同年7月，他与周凱華出战加拿大羽毛球大獎賽，在混双决赛以2比0（21-13、21-10）击败了赛会3号种子、荷兰的约瑞特·德鲁伊特/萨曼塔·巴宁，赢得冠军。同年8月，他參加中國廣州舉行的世界羽毛球錦標賽，分別與周凱華和伍家朗出戰混合雙打和男子雙打項目。在混雙方面，他與周凱華首圈以2比0輕取烏克蘭組合，第二圈再以2比0（21-18、21-17）力克9號種子、印尼的弗兰·库尔尼亚万·邓/申迪·普斯帕·伊拉瓦蒂晉級；但在第三圈就以1比2（23-21、15-21、14-21）不敵3號種子、同樣來自印尼的通托维·艾哈迈德/利利亚纳·纳西尔，16強止步。而男雙方面，他與伍家朗首圈以2比0力克加拿大組合晉級，由於第二圈對手棄權，自動晉級；但在第三圈就以0比2（17-21、7-21）不敵2號種子、馬來西亞的古健傑/陳文宏，同樣在16強止步。同年10月，他代表香港参加天津市滨海新区击举办的東亞運動會羽毛球比賽，在率先进行的男子团体赛，香港男队赢得银牌；分别与伍家朗以及周凱華赢得东亚会男子双打季军和混双双打亚军。
2014年4月，李晉熙与周凱華参加韩国金泉市举办的亞洲羽毛球錦標賽，在混双决赛以2比1（13-21、21-15、21-15）力克赛会4号种子、韩国的申白喆/張藝娜，自亚锦赛开赛以来从未有过香港组合登顶，如今它们成为香港第一个混双组合夺得该项冠军。同年6月，他与周凱華出战日本羽毛球超級賽，在混双準决赛以0比2（19-21、10-21）不敌赛会8号种子、德国的麦克·福克斯/比尔吉德·迈克斯。
2015年4月，李晉熙与周凱華参加亞洲羽毛球錦標賽，在混双决赛以0比2（16-21、15-21）不敌赛会2号种子、印尼强档的通托维·艾哈迈德/利利亚纳·纳西尔，无缘卫冕。同年6月，他与周凱華出战加拿大羽毛球大獎賽，在混双决赛以2比0（21-16、21-18）击败了印尼的安德烈·阿迪斯提亚/维塔·玛丽莎，赢得冠军。同年8月，他參加印尼雅加达舉行的世界羽毛球錦標賽，他和周凱華出戰混合双打項目。他與周凱華以9號種子身分出戰，故在首圈輪空；但在次圈以1比2（21-17、17-21、18-21）被马来西亚的陳炳順 /吳柳螢逆转，不敌对手出局。年尾12月，他与周凱華出战世界羽聯超級系列賽總決賽，在小组赛取得第二出线；但在四强面对韩国强档的高成炫/金荷娜，鏖战三局以1比2（15-21、22-20、12-21）落败。
2016年8月，李晉熙代表香港出戰巴西里約熱內盧舉行的奥林匹克运动会羽毛球比賽混合双打項目，與周凱華以9號種子身分出戰。在小組賽階段中，唯有擊敗德国的麦克·福克斯/比尔吉德·迈克斯拿下一次胜利，其后两场分别不敌印尼的普拉文·乔丹/戴比·苏珊托 和中國的张楠/赵芸蕾，最终未能以小组资格出线。
2017年11月，李晉熙与周凱華參加澳門羽毛球黃金大獎賽，在混双準决赛以1比2（21-19、15-21、11-21）不敌赛会6号种子、韩国新老组合的徐承宰/金荷娜。

## 主要比賽成績
只列出曾進入準決賽的國際賽事成績：
| 年份   | 賽事                     | 公開賽級別 | 項目     | 搭檔   | 成績   |
| ------ | ------------------------ | ---------- | -------- | ------ | ------ |
| 2008年 | 亚洲青年羽毛球錦標賽     | 其他       | 混合團體 | －     | 季軍   |
| 2010年 | 世界青年羽毛球錦標賽     | 其他       | 男子雙打 | 伍家朗 | 季軍   |
| 2012年 | 亞洲青年羽毛球錦標賽     | 其他       | 男子雙打 | 伍家朗 | 季軍   |
| 2012年 | 中華台北羽毛球黃金大獎賽 | 黃金大獎賽 | 混合雙打 | 周凱華 | 亞軍   |
| 2012年 | 世界青年羽毛球錦標賽     | 其他       | 男子雙打 | 伍家朗 | 冠軍   |
| 2013年 | 奧地利羽毛球國際挑戰賽   | 國際挑戰賽 | 男子雙打 | 陳潤龍 | 準決賽 |
| 2013年 | 奧地利羽毛球國際挑戰賽   | 國際挑戰賽 | 混合雙打 | 周凱華 | 亞軍   |
| 2013年 | 越南羽毛球國際挑戰賽     | 國際挑戰賽 | 混合雙打 | 周凱華 | 亞軍   |
| 2013年 | 亞洲羽毛球錦標賽         | 其他       | 混合雙打 | 周凱華 | 準決賽 |
| 2013年 | 美國羽毛球黃金大獎賽     | 黃金大獎賽 | 混合雙打 | 周凱華 | 冠軍   |
| 2013年 | 加拿大羽毛球大獎賽       | 大獎賽     | 混合雙打 | 周凱華 | 冠軍   |
| 2013年 | 東亞運動會羽毛球比賽     | 其他       | 男子團體 | －     | 銀牌   |
| 2013年 | 東亞運動會羽毛球比賽     | 其他       | 男子雙打 | 伍家朗 | 銅牌   |
| 2013年 | 東亞運動會羽毛球比賽     | 其他       | 混合雙打 | 周凱華 | 銀牌   |
| 2013年 | 香港羽毛球超級賽         | 超級賽     | 混合雙打 | 周凱華 | 準決賽 |
| 2014年 | 亞洲羽毛球錦標賽         | 其他       | 混合雙打 | 周凱華 | 冠軍   |
| 2014年 | 日本羽毛球超級賽         | 超級賽     | 混合雙打 | 周凱華 | 準決賽 |
| 2015年 | 亞洲羽毛球錦標賽         | 其他       | 混合雙打 | 周凱華 | 亞軍   |
| 2015年 | 澳洲羽毛球超級賽         | 超級賽     | 混合雙打 | 周凱華 | 冠軍   |
| 2015年 | 美國羽毛球黃金大獎賽     | 黃金大獎賽 | 混合雙打 | 周凱華 | 亞軍   |
| 2015年 | 加拿大羽毛球大獎賽       | 大獎賽     | 混合雙打 | 周凱華 | 冠軍   |
| 2015年 | 世界羽聯超級系列賽總決賽 | 首要超級賽 | 混合雙打 | 周凱華 | 準決賽 |
| 2016年 | 馬來西亞羽毛球大師賽     | 黃金大獎賽 | 混合雙打 | 周凱華 | 準決賽 |
| 2016年 | 泰國羽毛球大師賽         | 黃金大獎賽 | 混合雙打 | 周凱華 | 準決賽 |
| 2016年 | 韓國羽毛球超級賽         | 超級賽     | 混合雙打 | 周凱華 | 準決賽 |
| 2016年 | 澳門羽毛球黃金大獎賽     | 黃金大獎賽 | 混合雙打 | 周凱華 | 準決賽 |
| 2017年 | 亞洲羽毛球錦標賽         | 其他       | 混合雙打 | 周凱華 | 季軍   |
| 2017年 | 世界羽毛球錦標賽         | 其他       | 混合雙打 | 周凱華 | 季軍   |
| 2017年 | 澳門羽毛球黃金大獎賽     | 黃金大獎賽 | 混合雙打 | 周凱華 | 準決賽 |
| 2018年 | 澳門羽毛球公開賽         | 超級300賽  | 混合雙打 | 周凱華 | 亞軍   |
| 2021年 | 巴林羽毛球國際系列賽     | 國際系列賽 | 混合雙打 | 吳芷柔 | 冠軍   |
| 2021年 | 巴林羽毛球國際挑戰賽     | 國際挑戰賽 | 混合雙打 | 吳芷柔 | 準決賽 |
| 2022年 | 斯洛伐克羽毛球公開賽     | 未來系列賽 | 男子雙打 | 羅卓謙 | 亞軍   |
| 2022年 | 斯洛伐克羽毛球公開賽     | 未來系列賽 | 混合雙打 | 吳芷柔 | 準決賽 |
| 2022年 | 荷蘭羽毛球國際賽         | 國際系列賽 | 男子雙打 | 羅卓謙 | 準決賽 |
| 2022年 | 荷蘭羽毛球國際賽         | 國際系列賽 | 混合雙打 | 吳芷柔 | 冠軍   |
| 2022年 | 丹麥羽毛球大師賽         | 國際挑戰賽 | 混合雙打 | 吳芷柔 | 亞軍   |
| 2022年 | 台北羽毛球公開賽         | 超級300賽  | 混合雙打 | 吳芷柔 | 冠軍   |

| 2007-2017年 | 首要超級賽 | 超級賽 | 黃金大獎賽 | 大獎賽 | 國際挑戰賽 | 國際系列賽 | 未來系列賽 | 其他 |

| 2018-2026年 | 總決賽 | 超級1000賽 | 超級750賽 | 超級500賽 | 超級300賽 | 超級100賽 | 國際挑戰賽 | 國際系列賽 | 未來系列賽 | 其他 |

### 奧運會和世錦賽參賽紀錄
|          | 搭檔   | 2013 | 2014 | 2015 | 2016       | 2017 | 2018 | 2023 |
| -------- | ------ | ---- | ---- | ---- | ---------- | ---- | ---- | ---- |
| 男子雙打 | 伍家朗 | 16強 | －   | －   | －         | －   | －   | －   |
| 男子雙打 | 陳潤龍 | －   | 48強 | －   | －         | －   | －   | －   |
| 男子雙打 | 羅卓謙 | －   | －   | －   | －         | 48強 | －   | －   |
|          |        |      |      |      |            |      |      |      |
| 混合雙打 | 周凱華 | 16強 | 8強  | 32強 | 小組第三名 | 季軍 | 32強 | －   |
| 混合雙打 | 吳芷柔 | －   | －   | －   | －         | －   | －   | 32強 |

## 榮譽
- 香港傑出運動員選舉

「香港傑出青少年運動員」（2007年）